# Luigi Tatto

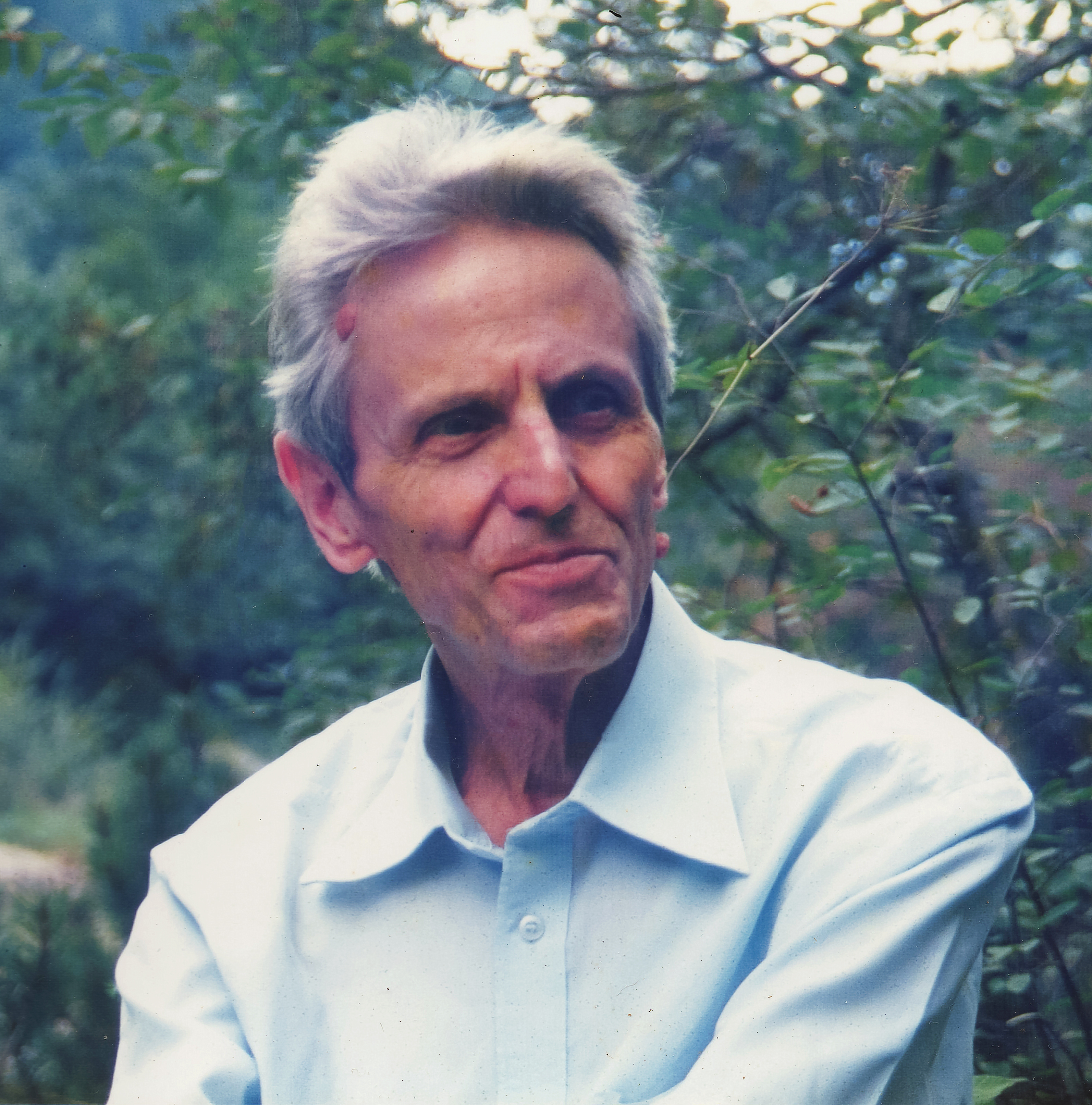
Luigi Tatto

Luigi Tatto (Feltre, 5 marzo 1922 – Feltre, 15 dicembre 2003) è stato un insegnante e scrittore italiano.

## Biografia
Nacque a Lasen, una frazione del comune di Feltre. Riuscì a compiere solo studi frammentari, inframmezzati dal lavoro e dalla guerra, giungendo infine ad acquisire, con grandi sacrifici, il diploma magistrale da privatista. Alla fine della seconda guerra mondiale iniziò la sua carriera di insegnante elementare, prima nel suo paese natio, poi in altre frazioni del Comune di Feltre.
Nella sua attività di maestro cercò sempre di adottare un approccio interdisciplinare ai vari contenuti, utilizzando il più possibile strumenti aderenti alla quotidianità ed al vissuto degli alunni. Nel 1969, con decreto del Presidente della repubblica, per la sua opera di insegnamento gli fu conferita la medaglia d'argento dell'istruzione elementare e materna.
Promosse la lettura fra i più giovani, aderendo a tal fine anche ad alcune associazioni nazionali, che pubblicavano riviste rivolte a questo scopo. Sempre in questo ambito, nel periodo in cui fu assessore alla cultura del Comune di Feltre rivolse una particolare attenzione alla fondazione del Sistema Bibliotecario Feltrino.
Ben presto si manifestò in lui la passione per la scrittura, rivolta sia ai ragazzi che agli adulti, con una costante però condivisa: in tutte le sue opere i protagonisti del racconto, esclusivi o principali, sono sempre ragazzi.
Nel 1959 il suo primo romanzo, Passerotti senza nido, si piazzò al secondo posto nella finale del Premio Bancarellino.
Nel 1982 il suo quinto romanzo, Il segreto della soffitta, ottenne il Gran Premio Tirreno Cento.
Nel 1988 il suo secondo romanzo, un’opera di fantascienza, La società del Cigno, fu tradotta in cinese e pubblicata da una casa editrice di Canton.
Nel 2022, in occasione del centenario della nascita, l’Unione Astronomica Internazionale gli ha dedicato l’asteroide 114740 Luigitatto, scoperto da Fabrizio Bernardi il 25 aprile 2003 dall’Osservatorio di Campo Imperatore.

## Opere
- Passerotti senza nido, Milano, Fabbri, 1958.
- La società del Cigno, Roma, Sales, 1963.
- Stelle sul Grappa, Torino, Paravia, 1968.
- La torre di levante, Milano, Nuovi Autori, 1980.
- Il segreto della soffitta, Milano, Le Stelle, 1982.
- Le avventure di Marco, Belluno, Istituto Bellunese di Ricerche Sociali e Culturali, 1992.
- Telita e l'onagro del deserto, Vigodarzere (PD), Centro Editoriale Cattolico, 1996.
- I misteri del monte Cimago, Belluno, Istituto Bellunese di Ricerche Sociali e Culturali, 2000.